# کلمبیا شمالی (کالیفرنیا)
کلمبیا شمالی یکی از مناطق تب طلا در کالیفرنیا در شهرستان نوادا، ایالت کالیفرنیا است. این منطقه به دلیل نزدیکی‌اش به تپه کلمبیا (که یکی از معادن طلا در سال ۱۸۵۱ بود) بیشتر با نام‌های کلمبیا،تپه کلمبیا یا به اختصار تپه شناخته می‌شود. پس اس تأسیس یک اداره پست در ۲۹ می ۱۸۶۰ در این مکان، واژه "شمالی" به نام آن اضافه شد تا با کلمبیا، کالیفرنیا (یکی دیگر از شهرهای تب طلا در کالیفرنیا) اشتباه گرفته نشود.
در سال ۱۸۷۸، هنگامی که معدنچیان متوجه شدند که بستر ماسه‌ای پلیوسن که روی آن شهر ساخته شده بود حاوی ذخایر غنی از طلا است، کلمبیای شمالی به مکان فعلی خود منتقل شد. اما با محدودتر شدن ذخایر طلا، معدنچیان آنجا را ترک کردند. اداره پست در سال ۱۹۳۱ تعطیل شد.
سرانجام، کلمبیای شمالی به بخشی ثبت‌نشده از شهرستان نوادا، کالیفرنیا تبدیل شد.